# 托斯塔多 (聖大非省)
29°14′S 61°46′W / 29.233°S 61.767°W

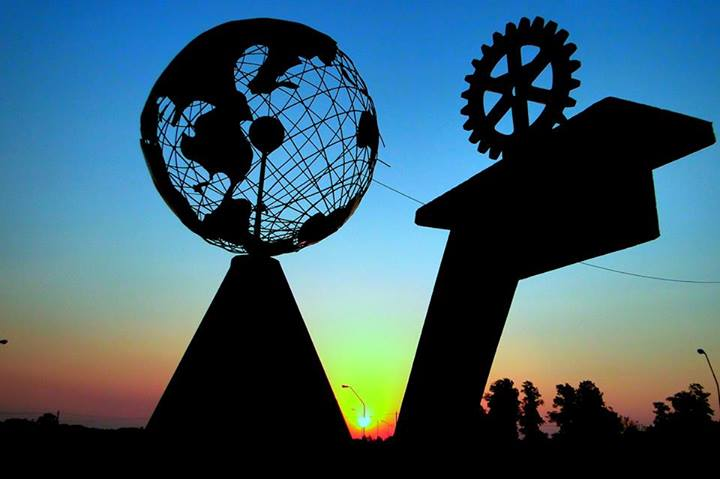
托斯塔多

托斯塔多:878，是阿根廷的城鎮，位於該國東北部聖大非省，是七月九日縣的首府，始建於1891年11月5日，面積3,908平方公里，海拔高度64米，2010年人口15,533。